# Валпарејсо (Индијана)
Валпарејсо (енгл. Valparaiso) град је у америчкој савезној држави Индијана.

## Демографија
По попису из 2010. године број становника је 31.730, што је 4.302 (15,7%) становника више него 2000. године.
| Група             | 2000.          | 2010.          |
| Белци             | 25.271 (92,1%) | 27.155 (85,6%) |
| Афроамериканци    | 440 (1,6%)     | 1.036 (3,3%)   |
| Азијати           | 410 (1,5%)     | 667 (2,1%)     |
| Хиспаноамериканци | 917 (3,3%)     | 2.263 (7,1%)   |
| Укупно            | 27.428         | 31.730         |